# Alnico

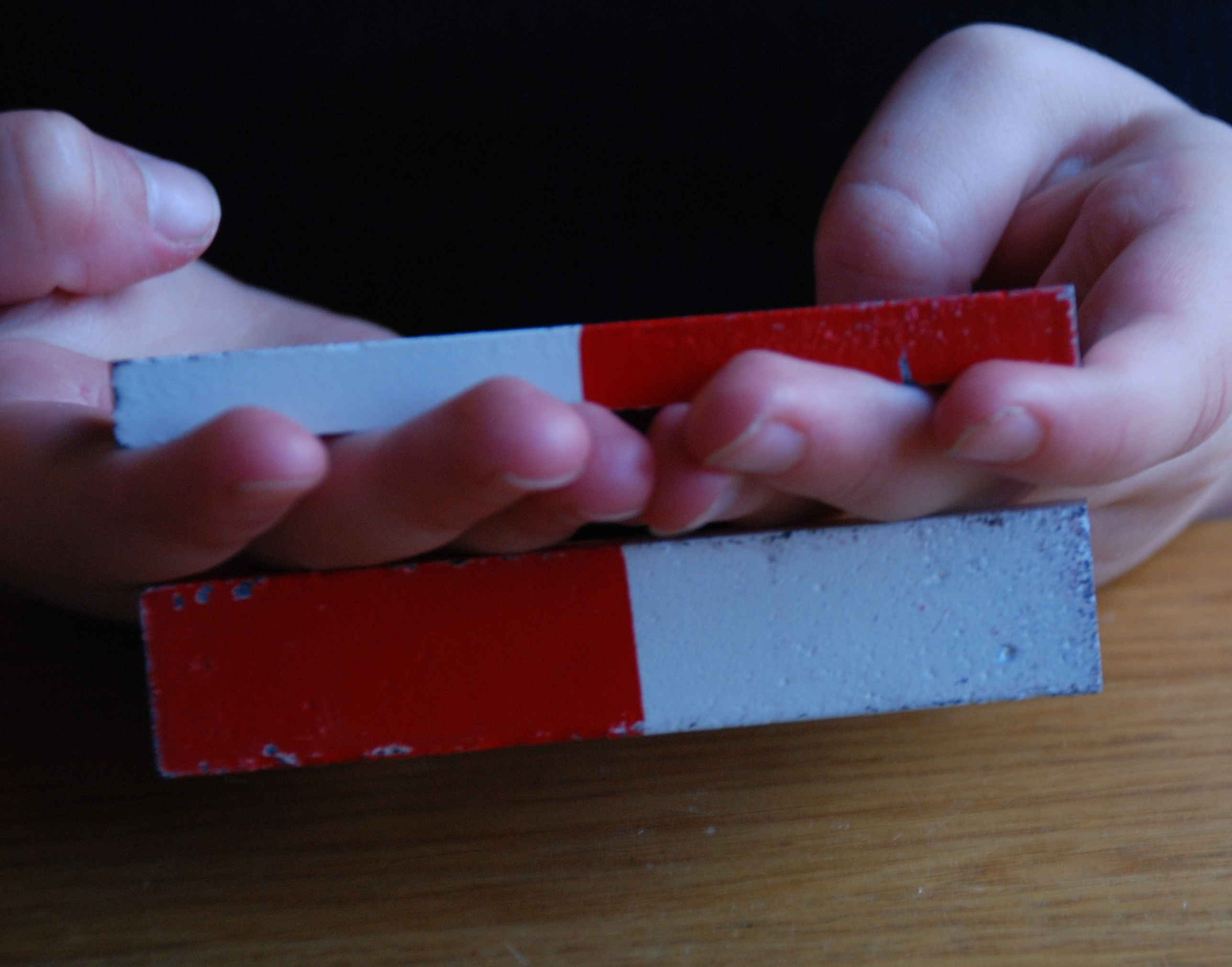
Kraften mellan stavmagneter av Alnico

Alnico är legeringar av järn med cirka 8% aluminium, 14% nickel och 23% kobolt, tillsammans med koppar och ibland titan samt andra ämnen.
De första av denna typ av magnetiserbara legeringar med nickel och aluminium upptäcktes 1932 av en slump av Mishima vid forskning på korrosionståliga legeringar. Två år senare fann man att tillsättning av kobolt gav ett material med ännu högre koercitivfält.
Med alnico kan man göra starka magneter. Alnicomagneter tillverkas genom gjutning eller sintring.

## Fördelaktiga egenskaper
- Tolererar hög arbetstemperatur (500°C)
- Flödestätheten avtar reversibelt (–0,02%/°C)
- Hög mekanisk hållfasthet
- Små korrosionsproblem